# لعبة استراتيجية كبرى

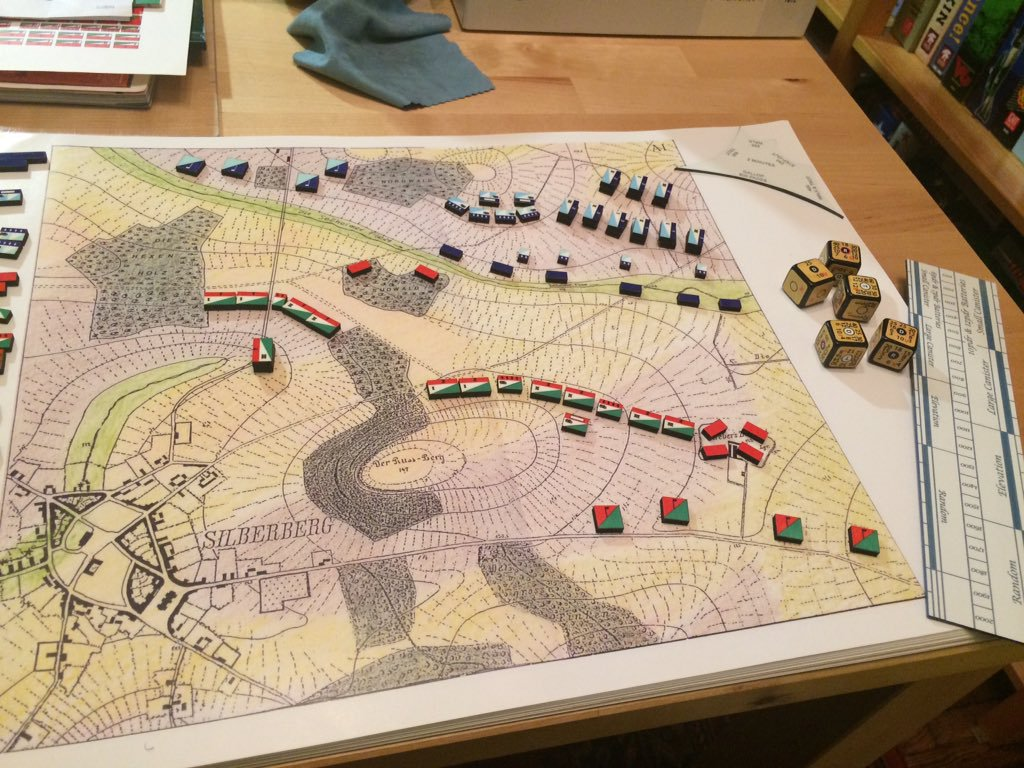

لعبة حربية باستراتيجية كبرى لعبة حربية تستعمل فيها استراتيجية كبرى تنبني على استخدام كافة موارد الأمة في شن الحرب.